# Un fan inquiétant

Un fan inquiétant (Lighthouse ou #Popfan) est un téléfilm américain réalisé par Vanessa Parise, diffusé le 23 août 2014 sur Lifetime.

## Synopsis
Une jeune chanteuse, en route pour la campagne afin d'écrire les chansons de son nouvel album, se réveille chez un inconnu après un incident de la route.

## Fiche technique
- Titre original : Lighthouse
- Réalisateur : Vanessa Parise
- Scénario : Dean Orion
- Photographie : Andrew Strahorn
- Durée : 109 minutes
- Date de diffusion :
  -  France : 16 mars 2015 sur TF1

## Distribution
- Chelsea Kane (VF : Flora Kaprielian) : Ava Maclaine
- Nolan Gerard Funk (VF : Fabrice Fara) : Xavier
- Ben Hollingsworth (VF : Benjamin Penamaria) : Curtis Flemming
- Danny Wattley (VF : Namakan Koné) : Damon
- Kehli O'Byrne (VF : Catherine Hamilty) : Tracy
- Patti Allan (VF : Cathy Cerdà) : Belle
- Seth Whittaker : le jeune homme au bar
- Anesha Bailey : la jeune femme au bar